# 門川大作
門川 大作（かどかわ だいさく、1950年〈昭和25年〉11月23日 - ）は、日本の政治家。京都市長（4期）、京都サンガF.C.顧問、京都市教育長、教育再生会議委員（安倍内閣）などを歴任した。

## 来歴
京都府京都市中京区生まれ。京都市立龍池小学校、京都市立城巽中学校卒業。1969年3月、京都市立堀川高等学校定時制普通科卒業。同年4月、京都市教育委員会に就職。働きながら、立命館大学法学部第二部を卒業した。
京都市教育委員会総務部長、教育次長を経て、2001年に京都市教育長に就任し、2007年まで同職を務める。また2003年から中央教育審議会委員、2006年から安倍内閣の下で設置された教育再生会議委員を務めた。2007年、京都市教育長を辞職。

### 京都市長に初当選
2008年2月17日に行われた京都市長選挙に自由民主党・公明党・民主党京都府連・社会民主党京都府連の推薦を受けて出馬する意向を表明。2月の市長選挙では日本共産党が推薦する弁護士の中村和雄らを破り、初当選を果たした。
※当日有権者数：1,142,979人 最終投票率：37.82%（前回比：－0.76pts）
| 候補者名   | 年齢 | 所属党派 | 新旧別 | 得票数    | 得票率 | 推薦・支持                                         |
| ---------- | ---- | -------- | ------ | --------- | ------ | -------------------------------------------------- |
| 門川大作   | 57   | 無所属   | 新     | 158,472票 | 37.25% | （支持）自由民主党・公明党・民主党府連・社民党府連 |
| 中村和雄   | 53   | 無所属   | 新     | 157,521票 | 37.02% | （推薦）日本共産党                                 |
| 村山祥栄   | 30   | 無所属   | 新     | 84,750票  | 19.92% |                                                    |
| 岡田登史彦 | 61   | 無所属   | 新     | 24,702票  | 5.81%  |                                                    |

2012年2月5日に行われた市長選挙で前回戦った中村を破り、再選。
※当日有権者数：1,140,156人 最終投票率：36.77%（前回比：－1.05pts）
| 候補者名 | 年齢 | 所属党派 | 新旧別 | 得票数    | 得票率 | 推薦・支持                                                 |
| -------- | ---- | -------- | ------ | --------- | ------ | ---------------------------------------------------------- |
| 門川大作 | 61   | 無所属   | 現     | 221,765票 | 53.86% | （推薦）民主党・自由民主党・公明党・みんなの党・社民党府連 |
| 中村和雄 | 57   | 無所属   | 新     | 189,971票 | 46.14% | （推薦）日本共産党                                         |

2016年2月7日に行われた市長選挙に自民・民主・公明・社民府連の推薦を受けて立候補し、共産党推薦の新人らを破り、3選。
※当日有権者数：1,141,060人 最終投票率：35.68%（前回比：－1.09pts）
| 候補者名   | 年齢 | 所属党派 | 新旧別 | 得票数    | 得票率 | 推薦・支持                                     |
| ---------- | ---- | -------- | ------ | --------- | ------ | ---------------------------------------------- |
| 門川大作   | 65   | 無所属   | 現     | 254,545票 | 63.80% | （推薦）自由民主党・公明党・民主党・社民党府連 |
| 本田久美子 | 66   | 無所属   | 新     | 129,119票 | 32.36% | （推薦）日本共産党                             |
| 三上隆     | 85   | 無所属   | 新     | 15,334票  | 3.84%  |                                                |

### 2020年京都市長選挙
2019年10月17日、4選を目指して出馬表明。2020年2月2日の投開票の結果、弁護士の福山和人（日本共産党・れいわ新選組推薦）、2008年の市長選にも出馬した前京都市議会議員の村山祥栄を破り4選を果たした。
※当日有権者数：1,159,615人 最終投票率：40.71%（前回比：＋5.03pts）
| 候補者名 | 年齢 | 所属党派 | 新旧別 | 得票数    | 得票率 | 推薦・支持                                                                                     |
| -------- | ---- | -------- | ------ | --------- | ------ | ---------------------------------------------------------------------------------------------- |
| 門川大作 | 69   | 無所属   | 現     | 210,456票 | 45.13% | （推薦）公明党・自由民主党京都府連・国民民主党京都府連・立憲民主党京都府連・社会民主党京都府連 |
| 福山和人 | 58   | 無所属   | 新     | 161,576票 | 34.64% | （推薦）日本共産党・れいわ新選組                                                               |
| 村山祥栄 | 41   | 無所属   | 新     | 94,352票  | 20.23% | （支援）京都党                                                                                 |

2023年8月23日、記者会見で翌2024年2月の任期満了に伴う次期市長選に立候補せず、4期目の任期限りで市長を退任する事を表明した。2024年2月24日をもって市長を退任。2月22日に行われた退任会見では、退任後について「市役所の役職には就かず、一市民として、もう一度勉強して少しでもみなさんのお役に立ちたい」と述べた。同年、文化庁長官特別表彰。

## 市政

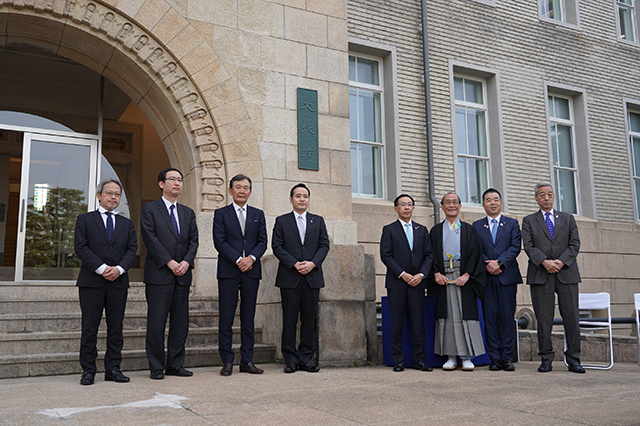
文化庁新庁舎の看板除幕式（右から3人目、2023年）

- 2016年3月に文化庁の京都への移転が決定。門川は地元での連携強化を中心に文化庁移転に心血を注ぎ、山田啓二京都府知事、立石義雄京都商工会議所会頭と共に10年近くにわたり誘致運動の中枢を担った。門川は2002年に文化庁長官就任後、京都に長官分室を設置し誘致運動の下地を作った故・河合隼雄と親交が深く、たびたび文化庁の移転についても河合と議論するなどしており移転は宿願であったとされる[6]。2023年3月に文化庁が正式に京都で業務を開始すると、門川は「長年の願いがかない、感慨深い。伝統を生かしながら最先端の文化を京都から全国展開していく」と述べた[7]。
- 2020年5月26日、LGBTなど性的少数者のカップルが婚姻に相当する関係にあると認める「パートナーシップ宣誓制度」を同年9月1日導入すると発表した[8]。
- 同日、新型コロナウイルス対策の財源に充てるため、自身の6月期末手当を30％減額すると発表した。副市長については20％減額する[9]。
- 2021年5月25日、京都市は「財政再生団体」に2028年度にも転落する恐れがあるとして、2025年度までの行財政改革案を公表。市では1997年に開業した京都市営地下鉄東西線が借金増大の要因の一つなる一方、手厚い市民サービスや高水準の職員人件費は維持しており、門川は「国基準や他都市の水準を上回っているものは、聖域なく見直したい」と述べた[10]。2023年8月2日には前年度の決算概況で22年ぶりに一般会計の収支が黒字に転じたと発表[11]。市は計画を前倒しして職員の削減を進め、21年度からの3年間で計439人減らし、69億円を捻出。市民サービス面でも敬老乗車証の負担額の値上げや、民間保育園の人件費に対する補助金カットなどの歳出抑制策を進めた[12]。
- 2021年に京都市役所本庁舎は159億円を投じ大規模なリフォームを行い、同年9月に供用が開始された。しかし、上記の行財政改革が公表された最中での「地下鉄駅直結の地下通路」（ホール部分含め13億円）、エレベーターの「漆塗りドア」（500万円）、来賓用の控室として設置された茶室（3600万円）などが「豪華すぎる」との批判を浴びた[13]。茶室については執務室扱いになっていることから一般市民の利用も認めていなかったが、批判を受け2023年には市民参加の茶会を開催するなど活用を進めることを決めた[14]。
- 京都市では2007年から歴史的な町並みを保存するために「新景観政策」を導入して建物の高さを厳しく制限してきたが、2023年4月25日には企業誘致や子育て世帯の流入を目的にJR京都駅南側や市東部などで建物の高さや容積率を緩和した新たな都市計画を施行した[15]。

## 人物

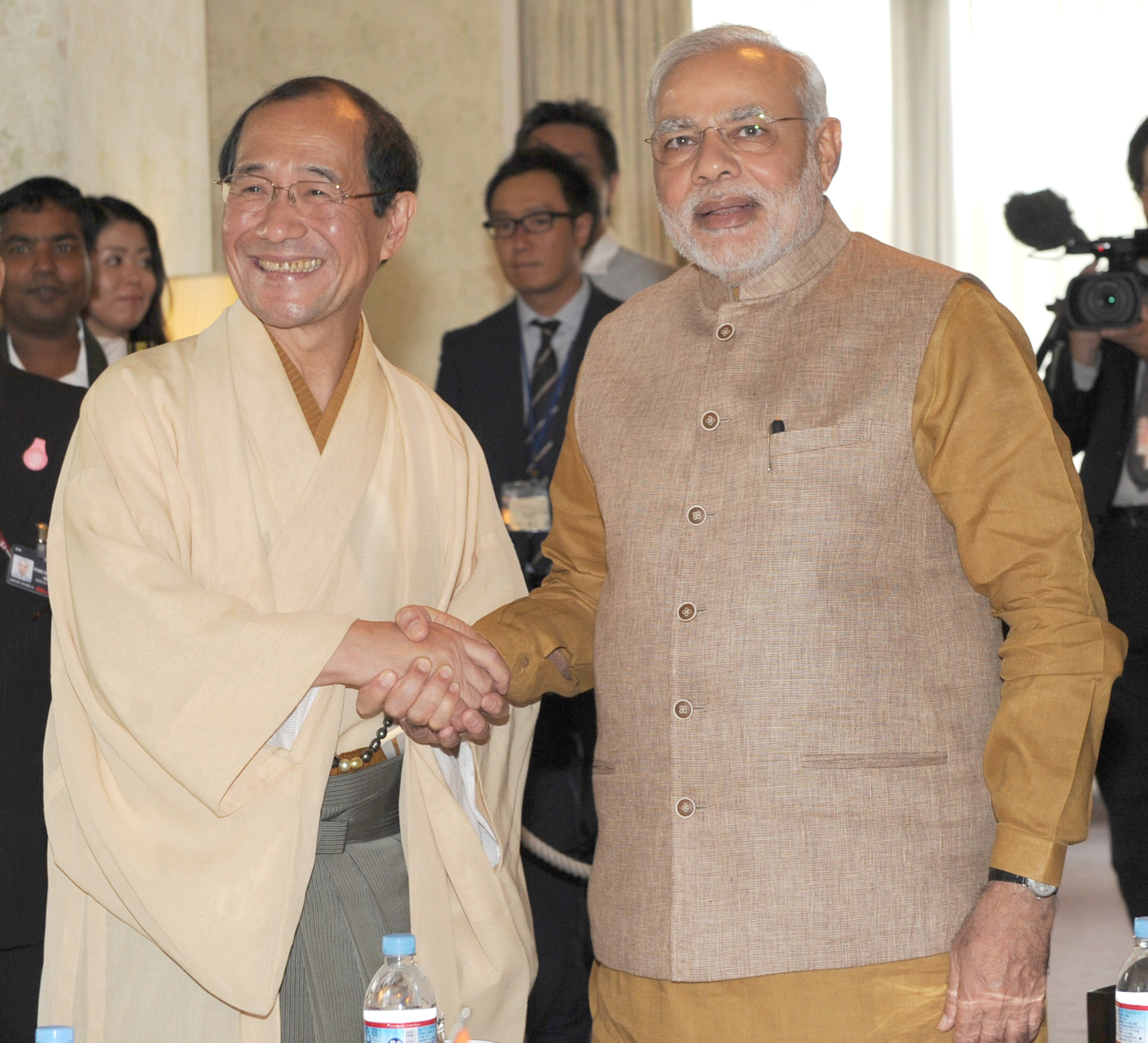
和装でのナレンドラ・モディとの懇談（2014年）

- 和装を好み、市議会や行事などには必ず和装で出席している。門川に限らず、京都市長は原則として和服を着用するのが慣例となっている[16]。
- 京都市教育長時代、京都市立高等学校の改革に尽力し、その教育行政の手腕が評価され、2006年に安倍晋三首相が設置した教育再生会議の委員に任命された。
- 市長就任後、京都サンガF.C.顧問に就任。2011年6月7日には、「世界文化遺産」地域連携会議会長に就任[17]。
- 2019年6月、キム・カーダシアンが、自身プロデュースの補正下着のブランド名に「KIMONO」の名前を商標登録しようとしたことに対して抗議の書簡を送り、書簡の中で着物を「日本人の美意識や精神性、価値観の象徴」と位置付け、「きものやきもの文化を愛するすべての人々共有の財産であり、私的に独占すべきものではないと考えます」と綴った[18]。
- 2017年「嵐山通船」（京都市右京区）が鳥インフルエンザの感染により多数の鵜が死亡してしまい、事業の継続が困難な状態に陥った。このことを知った山階鳥類研究所の博士・奥野卓司、嵐山通船社長の湯川直樹が音頭を取り、門川が肝煎りとなって、秋篠宮文仁親王を名誉総裁に推戴して2018年2月26日、感染症対策を強化した新しい鵜小屋の建設と鵜飼文化の継承を目的に、嵐山鵜飼観光文化振興協会が設立されることになり[19]、特別顧問として参画している[20]。嵐山の鵜飼文化の消滅を食い止めた功労者の一人である。
- 2023年より立命館大学校友会長[21]。

## 不祥事
- 京都市が部落解放同盟支部の温泉旅行に不正補助金8000万円を支出した際の責任者の1人として、「市民ウォッチャー京都」らが起こした住民訴訟において敗訴し、117万円の返還を求められている[22]。
- 2007年12月27日に京都地方裁判所から、特定の教職員にたいして研究委託費を支給したのは地方自治法の給与条例主義に反する違法な支出として、「心の教育はいらない市民会議」らが原告となって起こした住民訴訟に敗訴し、桝本頼兼市長らとともに約7200万円の損害賠償を命じられている[23]。京都市は控訴したが、2008年10月14日、大阪高等裁判所は控訴を棄却した[24]。
- 2018年7月7日、京都府に大雨特別警報が出され、自らも避難指示を出した最中[25][26]、市内のホテルで開催された自由民主党の西田昌司参議院議員の後援パーティーに参加した[27][28][29]。
- 2019年7月18日夜、京都市上京区のホテルで開催された立憲民主党の増原裕子・参院選候補者の個人演説会[30][31]の応援演説で、同日に発生した京都アニメーション放火殺人事件に触れて「火事は3分、10分が大事。選挙は最後の1日、2日で逆転できる」と発言した。重大な放火事件を支持拡大の材料に使うような発言をしたことに会場内からは疑問の声が聞かれ、陣営関係者からも批判されていた。演説会後、京都新聞の取材に対して「一般によくある標語だ」と門川は反論していたが、翌19日の午前、不適切な発言であったことを認め、謝罪と哀悼のコメントを発表した[32][33][34]。その後、選挙戦最終日の増原の応援に門川は姿を見せなかった[31]。

## 栄典
- レジオン・ドヌール勲章オフィシエ（2019年）[35]